# Puente colgante de Amposta
El puente colgante de Amposta es un puente colgante español que atraviesa el río Ebro en la ciudad de Amposta, entre la comarca del Montsiá y del Bajo Ebro. El puente se empezó a construir en 1915, y se terminó en 1921. Fue diseñado por el ingeniero José Eugenio Ribera y no contó con una inauguración oficial. En abril de 1924 recibió la visita del general Primo de Rivera de paso hacia Valencia.
Fue el segundo puente colgante del mundo construido con el sistema de hormigón armado, después del puente de Brooklyn de Nueva York, en el que está inspirado.

## Características

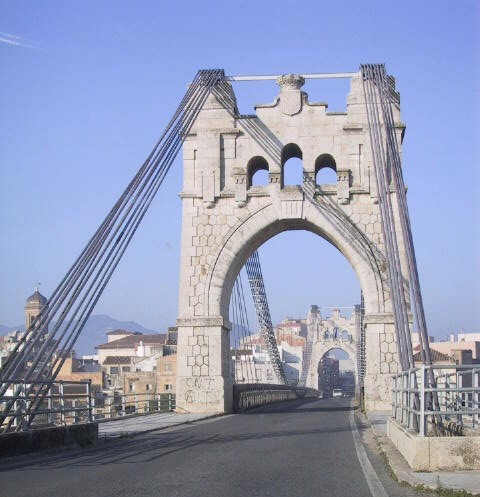
Vista de una de las pilonas

El puente tiene veinticuatro metros de altura y el tramo total tiene ciento treinta y cuatro metros. Está caracterizado por las dos pilonas de piedra en forma de arco de triunfo de estilo historicista alemán, en cada orilla del río y por su estructura metálica sostenida por cables.
Tiene dos tipos fundamentales de cables: los que forman la catenaria, que salen de un punto situado a 30 m en terreno firme, y en número de diez por costado se levantan hacia los pilares para construir la gran curva, dejando dos en la parte superior de las masas tectónicas, punto de partida también de los seis tirantes progresivamente inclinados por el primer tramo del puente; y los cables perpendiculares que hacen la función de tirantes para la mayor parte central del puente.
La superficie del puente tiene una anchura de unos 8-10 m y presenta la calzada para vehículos (un carril por sentido), además de dos vías laterales para los peatones. Las grandes pilonas de piedra presentan tres niveles: el inferior, desde el borde del río hasta la vía circulatoria, con una arcada de medio punto; el segundo, con una arcada casi elíptica y apuntada, con una notable clave central; y el tercero, con los remates superiores, con tres aberturas centrales con el escudo real encima y flanqueadas por dos casi torres.

## Historia
El puente sustituyó a los antiguos pasos de barca, que eran el único medio que había hasta entonces para cruzar el río a la altura de Amposta. El puente se situaba en la carretera de Barcelona a Valencia y fue construido por iniciativa del consistorio municipal dirigido por el alcalde Juan Palau i Miralles, con el apoyo del diputado tortosino Agustín Querol. El primer proyecto de 1907 fue rechazado y las obras no comenzaron hasta 1915. El 15 de agosto tuvo lugar el acto de colocación de la primera piedra.
En 1938, durante la guerra civil el puente sufrió dos ataques por parte de la aviación Legionaria italiana que formaba parte del ejército del general Franco, el último de ellos el 10 de marzo de 1938. Este ataque fue definitivo, ya que se desprendió la totalidad de la estructura por el efecto de las bombas incendiarias. Fue reinaugurado el 4 de octubre de 1939, pero en 1957 se realizaron obras de refuerzo de gran envergadura. En 1968 la N-340 fue desviada por el sur, por su tramo actual.
La última gran actuación sobre el puente colgante tuvo lugar entre los años 2007-2009.

## Galería de imágenes

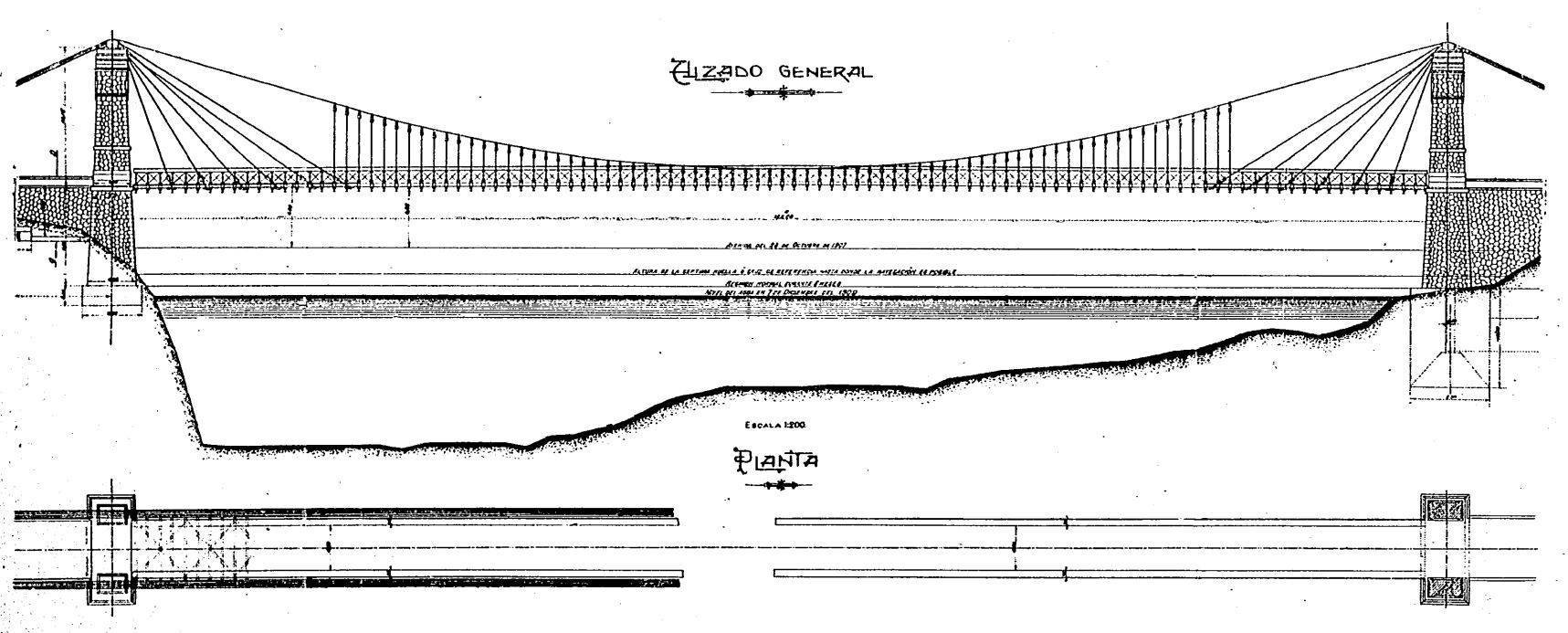
Alzado y planta del Puente de Amposta según artículo de José Eugenio Ribera en la Revista de Obras Públicas

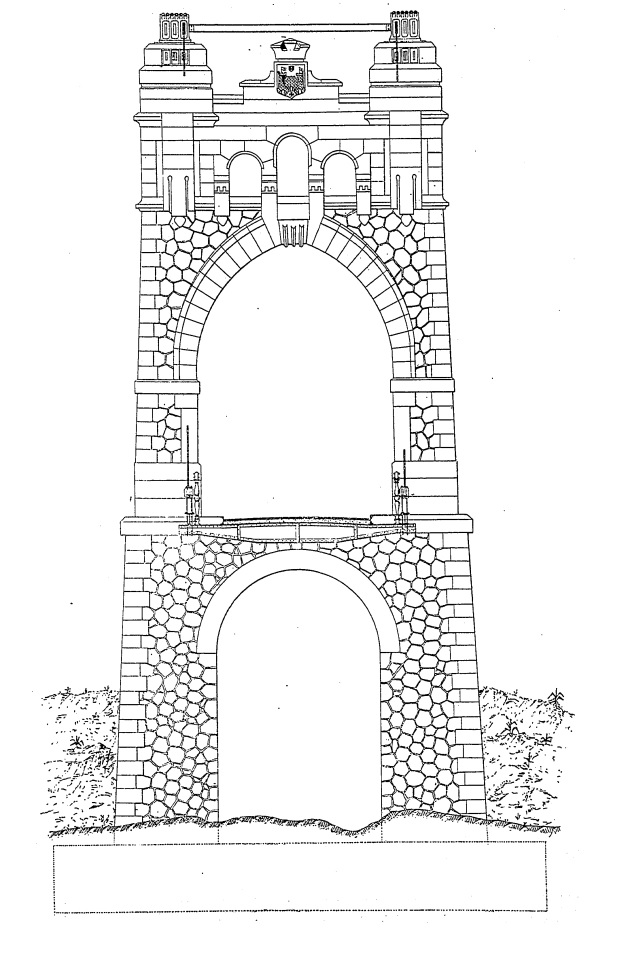
Alzado de una de las pila
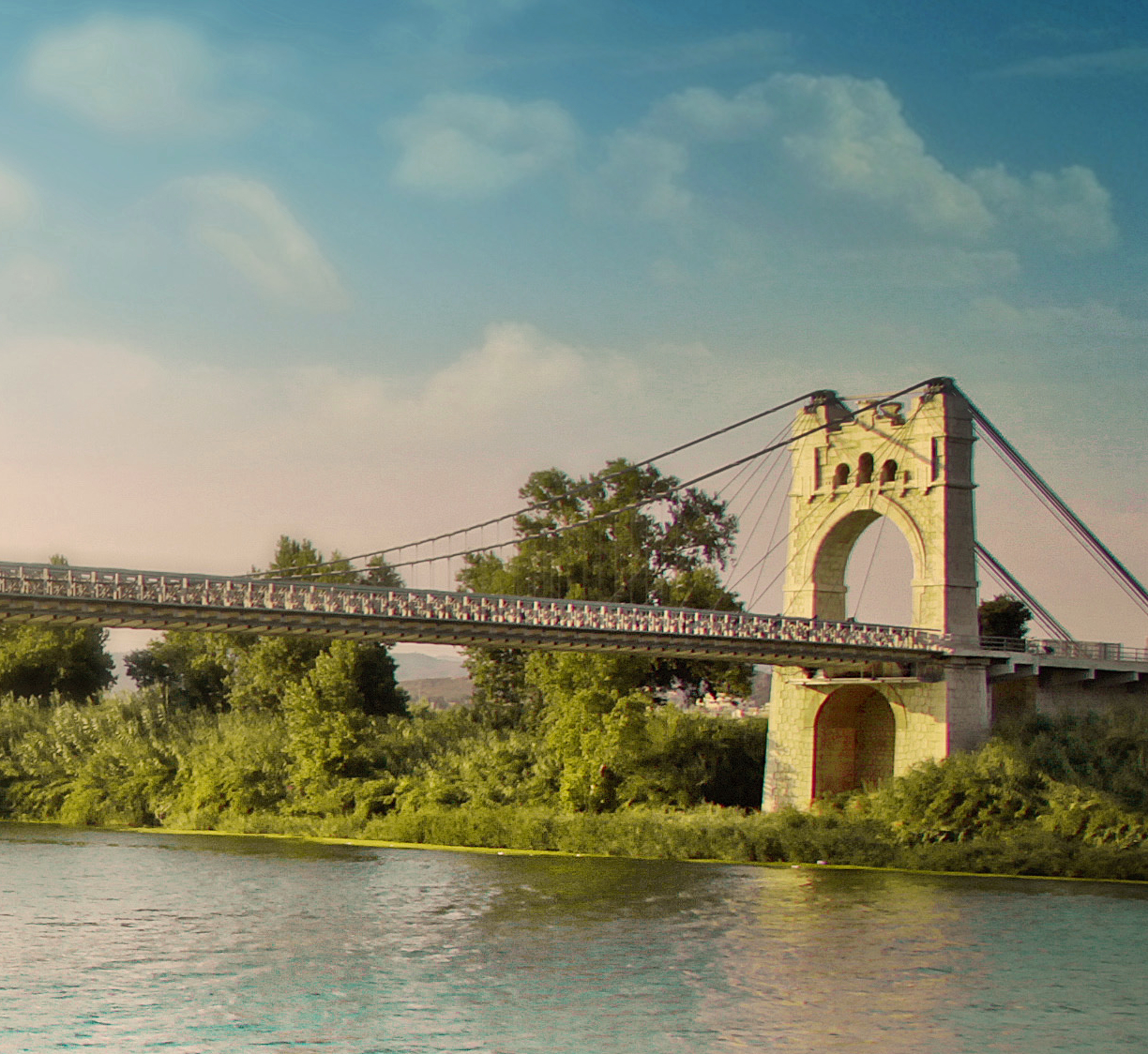
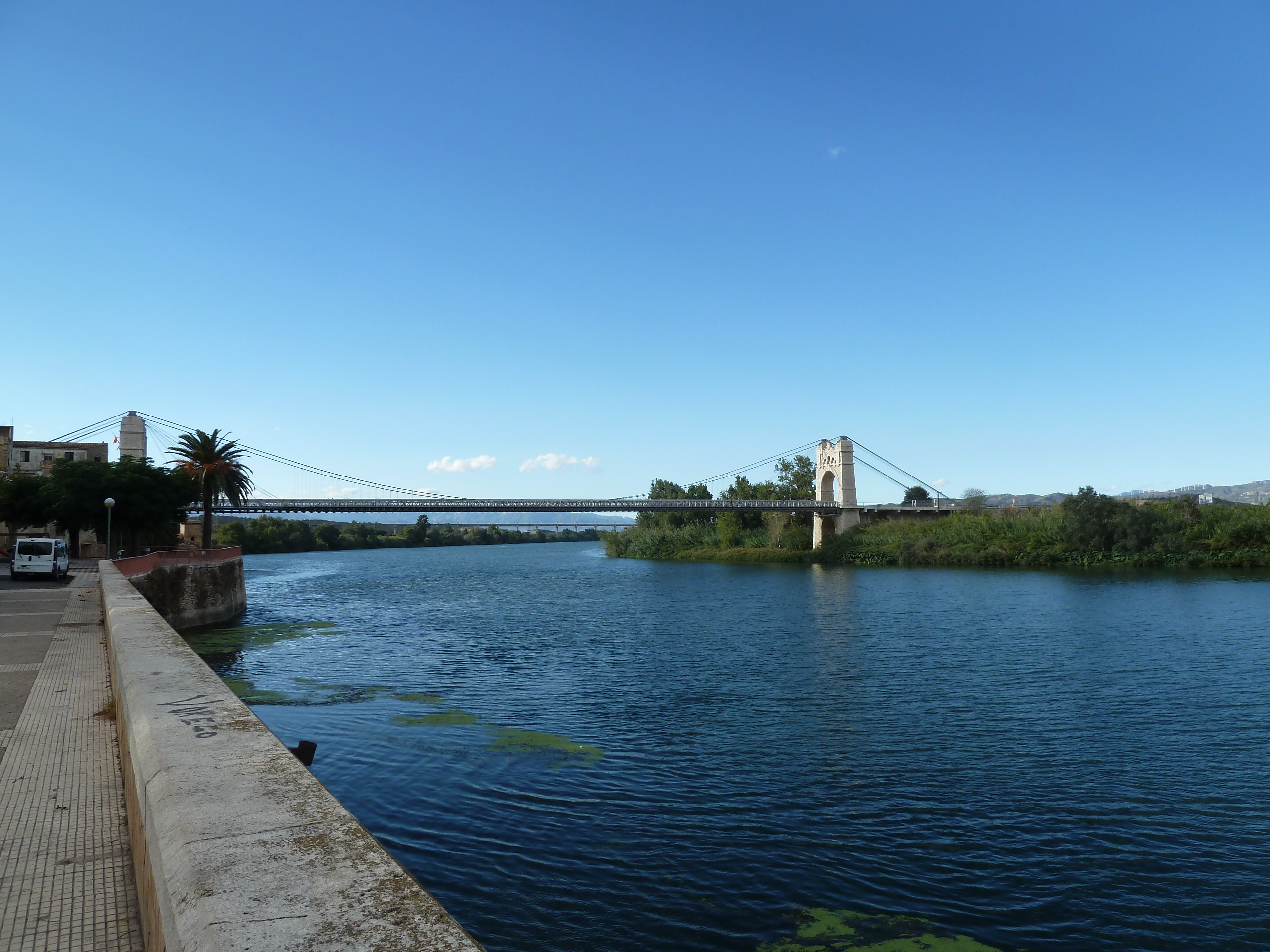
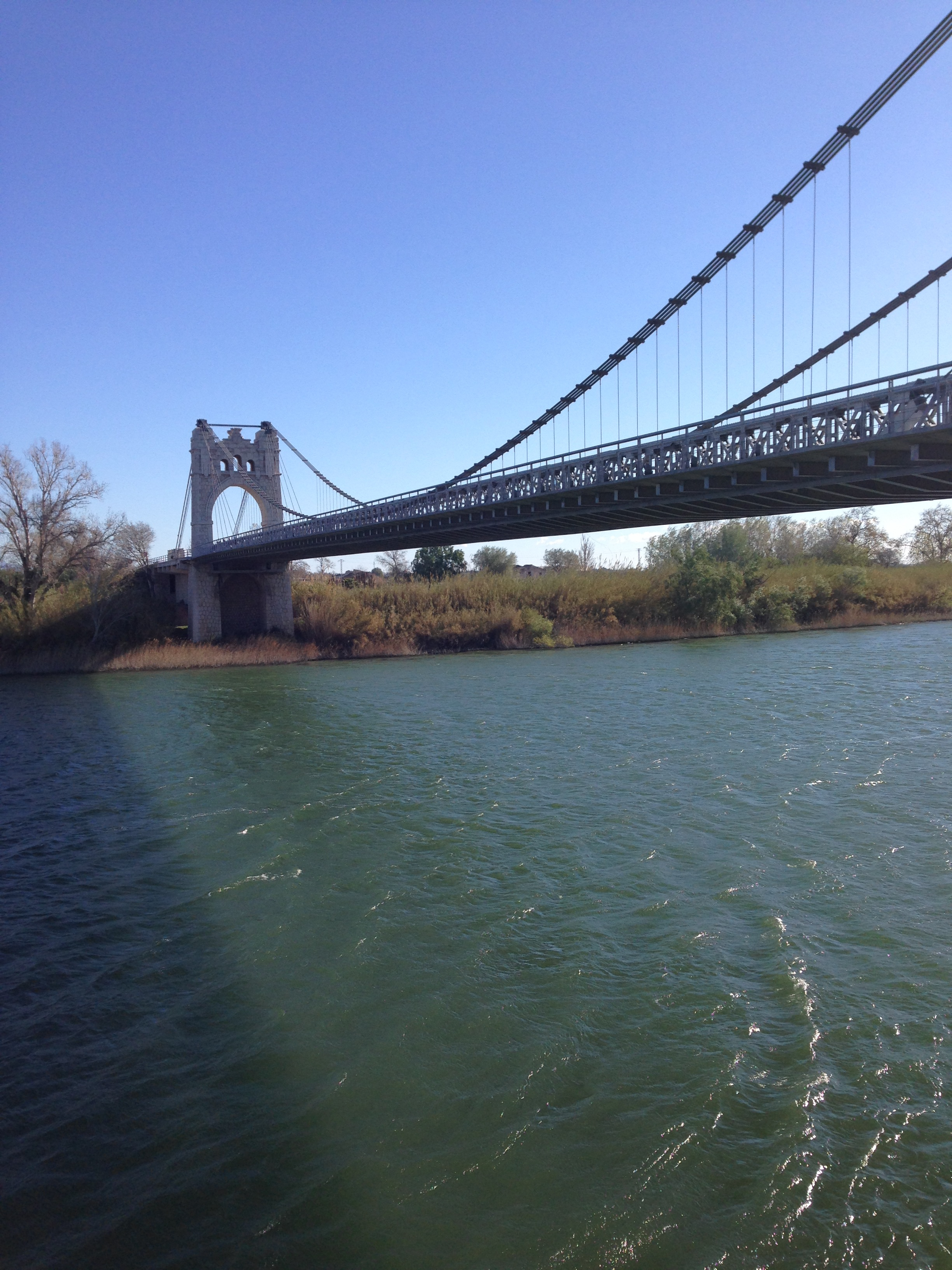
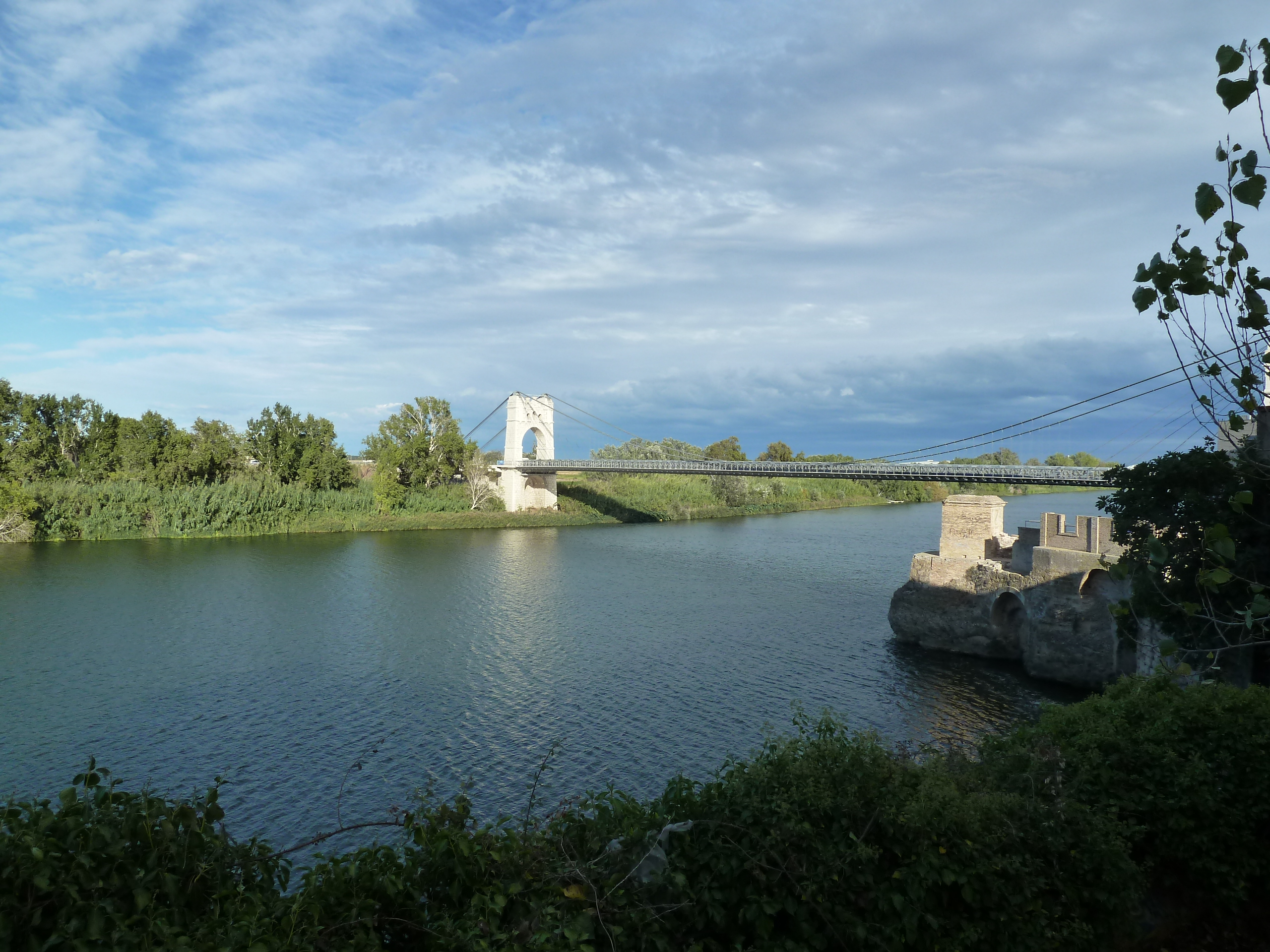
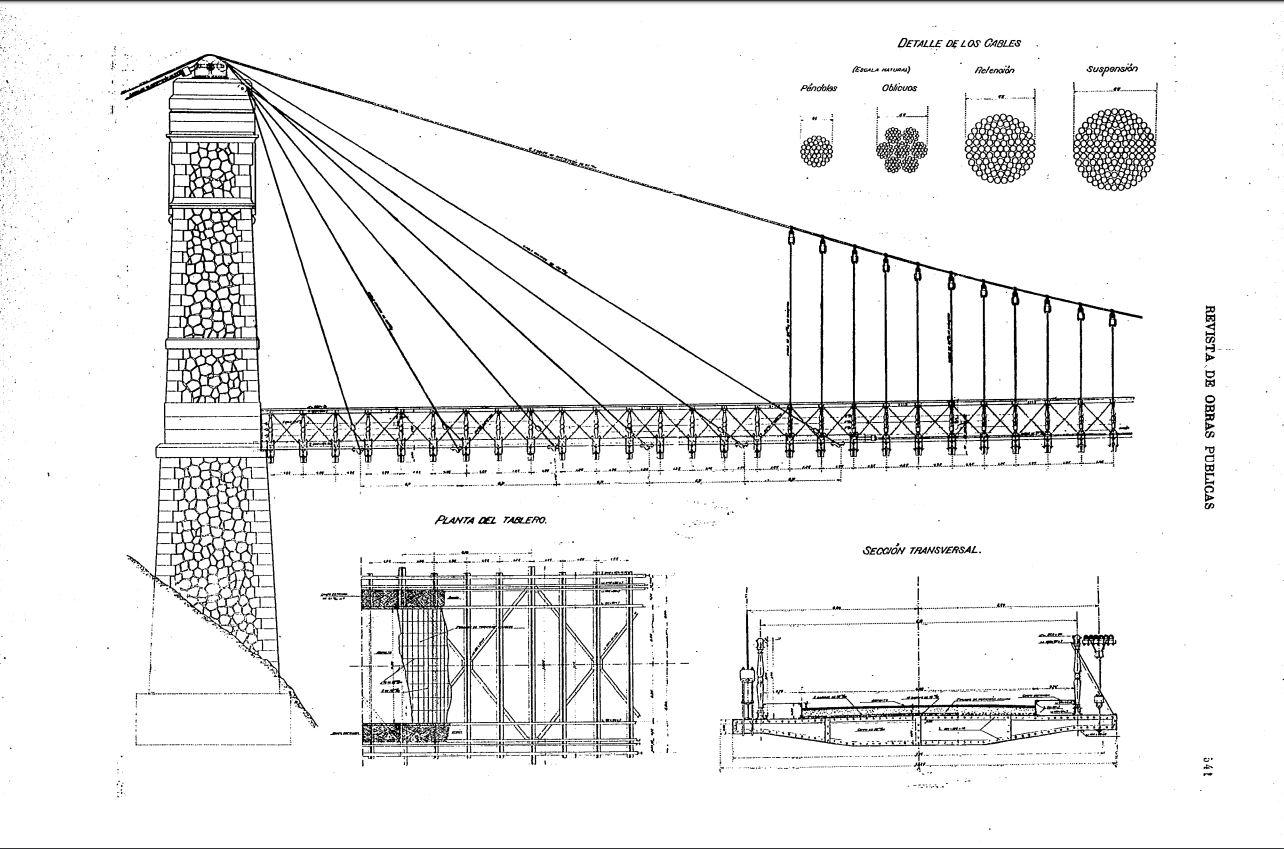
Detalle de los cables